# Валері Жискар д'Естен
Валері Жискар д'Естен (фр. Valéry Giscard d'Estaing; 2 лютого 1926, Кобленц, Німеччина — 2 грудня 2020, Отон, Франція) — французький політик, президент Французької республіки (П'ята республіка) (1974—1981). Правоцентристський політик.

## Життєпис та політична діяльність
Після кончини Жоржа Помпіду вибраний президентом республіки і знаходився на цій посаді один повний семирічний термін. Під час правління Жискара були зроблені масштабні державні проєкти (зокрема, спорудження швидкісних залізниць TGV і будівництво АЕС). Лауреат премії Нансена 1979 року. Проте в другій половині його терміну почалася значна економічна криза, що зупинила стабільне зростання французької економіки і закінчила «славне тридцятиліття».

## Президентство
Дистанція від голлізму. Рух в ЄС і НАТО
Жискар д'Естен заявив про себе, як про «ліберала, центриста та європейця», що не належав до голлістських партій. Пообіцвши омолодити французьку зовнішню політику, він зобов'язався зберегти її основні принципи, сформовані Шарлем де Голлем і Жоржем Помпіду та перевірену практикою голлістську дипломатію, висунув принцип «діалог замість конфронтації», пообіцяв змінити стиль відносин із США та іншими партнерами по НАТО в бік згладжування розбіжностей та прояву більшої кооперативності.
Почав переглядати деякі аспекти зовнішньої політики голлізму. При ньому Франція поступово почала повертатися у військові структури НАТО, підтримавши рішення Ради НАТО розвернути в Європі американські ракети середньої й малої дальності. У 1974 році відбулося розблокування американсько-французьких відносин.
Політика жорсткої економії
Прем'єр-міністр Франції Раймон Барр проголосив «політику жорсткої економії», що призвело до скорочення програм фінансування французького впливу за кордоном, зокрема — у країнах Тропічної Африки. Наприкінці правління Жискара критики звинувачували його в авторитаризмі, відмові од компромісів і прагненні фактично перетворити уряд на своє «ближнє коло». Це відштовхнуло од нього багатьох правих. Під час його президентства відбулося масштабне будівництво залізниць і атомних електростанцій, зростання рівня життя і зниження виборчого віку до 18 років. Саме при ньому було створено «Велику сімку».
Франко-німецькі стосунки
У Європі він установив тісні відносини з канцлером Західної Німеччини Гельмутом Шмідтом, і разом вони створили основу єдиної валюти євро, заснувавши Європейську валютну систему. Легалізував аборти і розлучення за взаємною згодою. Йому приписують залучення Франції до ядерної енергетики.
Політика щодо Африки
Африка залишалась регіоном, де вплив Франції був винятковий. Із 5-ма французькими країнами (Берег Слонової Кістки, Сенегал, Габон, Центральноафриканська Республіка, Джибуті) діяли угоди про співробітництво у галузі оборони. У цих країнах залишалися французькі військові бази. У 1978 році в Тропічній Африці залишалися 5 500 французьких солдатів та офіцерів. Крім того, з десятьма країнами були укладені угоди про двосторонню допомогу (напрям радників і поставки зброї).
Бажаючи зберегти свій вплив у Африці, Франція неодноразово йшла на серйозні економічні та політико-моральні втрати. Африканська політика Франції була в результаті головною причиною погіршення в 1977-78 році відносин з СРСР, який прямо або опосередковано просував своїх африканських ставлеників.
Позиція щодо Близького Сходу
Президентство В. Ж. д'Естена було відзначене подальшим розвитком арабської політики Франції. Президент проявив себе послідовним захисником палестинців. Позиція Франції впливала і на позицію обєднаної Європи. Зміст документів щодо врегулювання ситуації на Близькому Сході, прийнятих Європейською Радою у Венеції у червні 1980 року, помітно відрізнявся від позицій дипломатів США.
Близькосхідна політика д'Естена не уникала впливу першого нафтового шоку. Після арабо-ізраїльського конфлікту (жовтень 1973 р.) пошук безпеки для нафтових поставок відігравав головну роль у визначенні французьких позицій на Близькому Сході. У 1974 році після відміни ембраго на поставку зброї воюючої країни Франція активізувала цю діяльність, продаючи зброю арабським країнам. Незважаючи на деяке покращення ініціативи Франції французько-ізраїльських відносин у перші два роки президентської семирічки, на тлі арабської політики Франції вони розвивалися повільним темпами.

### Вибори 1981 року
1981 року балотувався на другий термін, але в другому турі програв Франсуа Міттеранові. Жискар звинуватив в цій поразці свого експрем'єра голліста Жака Ширака (попередника Барра), який висунув свою кандидатуру на цих виборах, відібрав у президента частину голосів і, не пройшовши в другий тур, не закликав своїх прихильників голосувати за Жискара. Згодом, коли Ширак уже сам став президентом (1995), Жискар завжди критикував його політику.

## Діяльність після президентства
2003 року обраний членом Французької академії, з 2004 брав участь у засіданнях Конституційної ради Франції (хоча її членом був довічно ще з 1981 як експрезидент, але до цього займав виборні пости, несумісні згідно зі законом із місцем у Раді).
Учасник розробки Європейської конституції. Супротивник прийняття Туреччини до Євросоюзу. Перед виборами 2007 року підтримав Ніколя Саркозі, що викликало дискусію, оскільки Жискар як член Конституційної ради має деякі обмеження на публічні висловлювання (аналогічна критика була пов'язана і з його виступами на підтримку Європейської конституції перед референдумом).
Французи називають його l'Ex (Екс) — упродовж чверті століття, з 1981 до 2007 року, він був єдиним експрезидентом, який жив (за винятком кількох місяців у 1995—1996, між відходом Міттерана з свого поста і його кончиною). 2004 року Жискар побив рекорд Еміля Лубе найдовшого перебування в статусі експрезидента (Лубе прожив 23 роки після того, як покинув посаду).
Постійний член Більдерберзької групи.
2020 року 37-літня німецька журналістка подала скаргу до прокуратури Парижу на Валері, вона звинуватила його в тому, що тоді 92-літній політик під час інтерв'ю поклав руку їй на сідницю. Такі дії за законом Франції караються позбавленням волі до двох років та штрафом у 30 тис. євро.